# Johan Henric Strömer

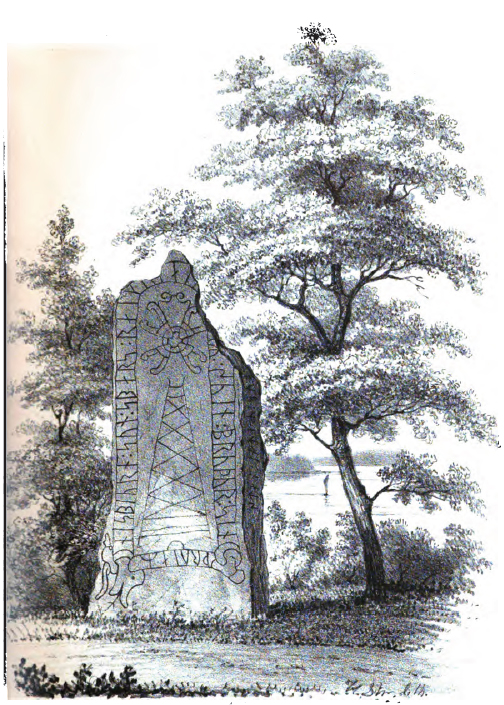
Runsten litograferad av Johan Henric Strömer.

Johan Henric Strömer, född 7 juli 1807 i Pielisjärvi i Karelen i Finland (dåvarande östra Sverige), död 16 maj 1904 i Vasa, var en finländsk-svensk litograf, tecknare och målare. 
Han var son till kaplanen Johan Mårten Strömer (Strömmer) och Magdalena Charlotta Backman. Strömer kom 1824 till Stockholm för att bedriva handelsstudier men övergick efter kort tid till konstnärlig verksamhet. Han studerade först för den Finlandsfödde kopparstickaren Carl Gustaf Lundgren innan han fortsatte sina studier vid Konstakademien 1827 och 1832. På akademiutställningen 1829 visade han upp målningen Finska Bönder vid ett bord som senare kopierades och återutgavs i olika publikationer. Efter akademitiden studerade han litografimetoder för Carl von Schéele och gjorde sig känd som en skicklig och produktiv litograf. Han samarbetade periodvis med Adolf Hårdh och var under en kortare tid kompanjon med Hårdh i dennes litografiska företag men de flesta av Strömers litografier trycktes på Axel Salmsons stentryckeri. Han tecknade och litograferade Carl XII:s skugga vid Fredrikshall 1832 och han litograferade två häften 16 landskapsstuder, eller första grunddragen för unga ritare 1840–1841. Han bidrog även med litografier till bland annat Gustaf Henrik Mellins Sveriges konungahus. Taflor och ljusbilder 1844 och Richard Dybecks Svenska minnesmärken 1843 samt Frans Adolf von Schéeles och Uno Troilis Wermland i teckningar som utgavs 1858–1867. Han återvände till Finland 1878. Strömer är representerad vid Nationalmuseum, Stockholm, Uppsala universitetsbibliotek, Kungliga biblioteket, Göteborgs historiska museum och några finländska museer.